# Ivo Angelov
Ivo Serafimov Angelov (* 15. října 1984 Pernik, Bulharsko) je bulharský zápasník klasik.

## Sportovní kariéra
Klasickému stylu zápasení se věnuje od 13 let. V bulharské seniorské reprezentaci se pohybuje od roku 2005, ale až do roku 2008 sekundoval bulharským reprezentačním jedničkám v nejnižších váhových kategoriích. V roce 2009 nahradil v pérové váze do 60 kg Armena Nazarjana. V roce 2011 se třetím místem na mistrovství světa kvalifikoval na olympijské hry v Londýně, kde postoupil do druhého kola. Po úspěšném roce 2013, ve kterém získal titul mistra světa a Evropy mu od roku 2014 nesedlo sloučení bantamové a pérové váhy (nárůst konkurence) a v roce 2016 se nekvalifikoval na olympijské hry v Riu.

## Výsledky
| Turnaj             | 2005        | 2006        | 2007        | 2008        | 2009        | 2010        | 2011        | 2012        | 2013        | 2014        | 2015        | 2016        | 2017        |
| Turnaj             | 21          | 22          | 23          | 24          | 25          | 26          | 27          | 28          | 29          | 30          | 31          | 32          | 33          |
| Turnaj             | pérová váha | pérová váha | pérová váha | pérová váha | pérová váha | pérová váha | pérová váha | pérová váha | pérová váha | pérová váha | pérová váha | pérová váha | pérová váha |
| ------------------ | ----------- | ----------- | ----------- | ----------- | ----------- | ----------- | ----------- | ----------- | ----------- | ----------- | ----------- | ----------- | ----------- |
| Olympijské hry     |             |             |             | —           |             |             |             | úč.         |             |             |             | —           |             |
| Mistrovství světa  | —           | —           | —           |             | —           | úč.         | 3.          |             | 1.          | úč.         | úč.         |             |             |
| Evropské hry       |             |             |             |             |             |             |             |             |             |             | —           |             |             |
| Mistrovství Evropy | 3.          | —           | —           | —           | 3.          | úč.         | 2.          | 2.          | 1.          | —           | —           | —           | 2.          |